# Eria robusta
Eria robusta är en orkidéart som först beskrevs av Carl Ludwig von Blume, och fick sitt nu gällande namn av John Lindley. Eria robusta ingår i släktet Eria och familjen orkidéer. Inga underarter finns listade i Catalogue of Life.